# Huczawa (potok)
Huczawa lub Markusowa Woda (niem. Rauschbach, słow. Hučava, węg. Zúgó-patak) – potok na Słowacji będący prawym dopływem Bielskiego Potoku.
Wypływa w dolnej części Doliny Huczawy w Tatrach Bielskich. Spływa w kierunku południowo-wschodnim i wkrótce opuszcza Tatry. U ich wylotu zasilany był wodą z dużego wywierzyska Huczawa, ale obecnie stanowi ono ujęcie wody dla miejscowości Tatrzańska Kotlina. Potok przepływa pod Drogą Wolności i płynie krętym korytem przez porośnięte lasem obszary Kotliny Popradzkiej. Na krótkim tylko odcinku wypływa z lasów na pola uprawne, przepływa pod drogą krajową nr 66 i zaraz uchodzi do Bielskiego Potoku. Następuje to na wysokości około 690 m.

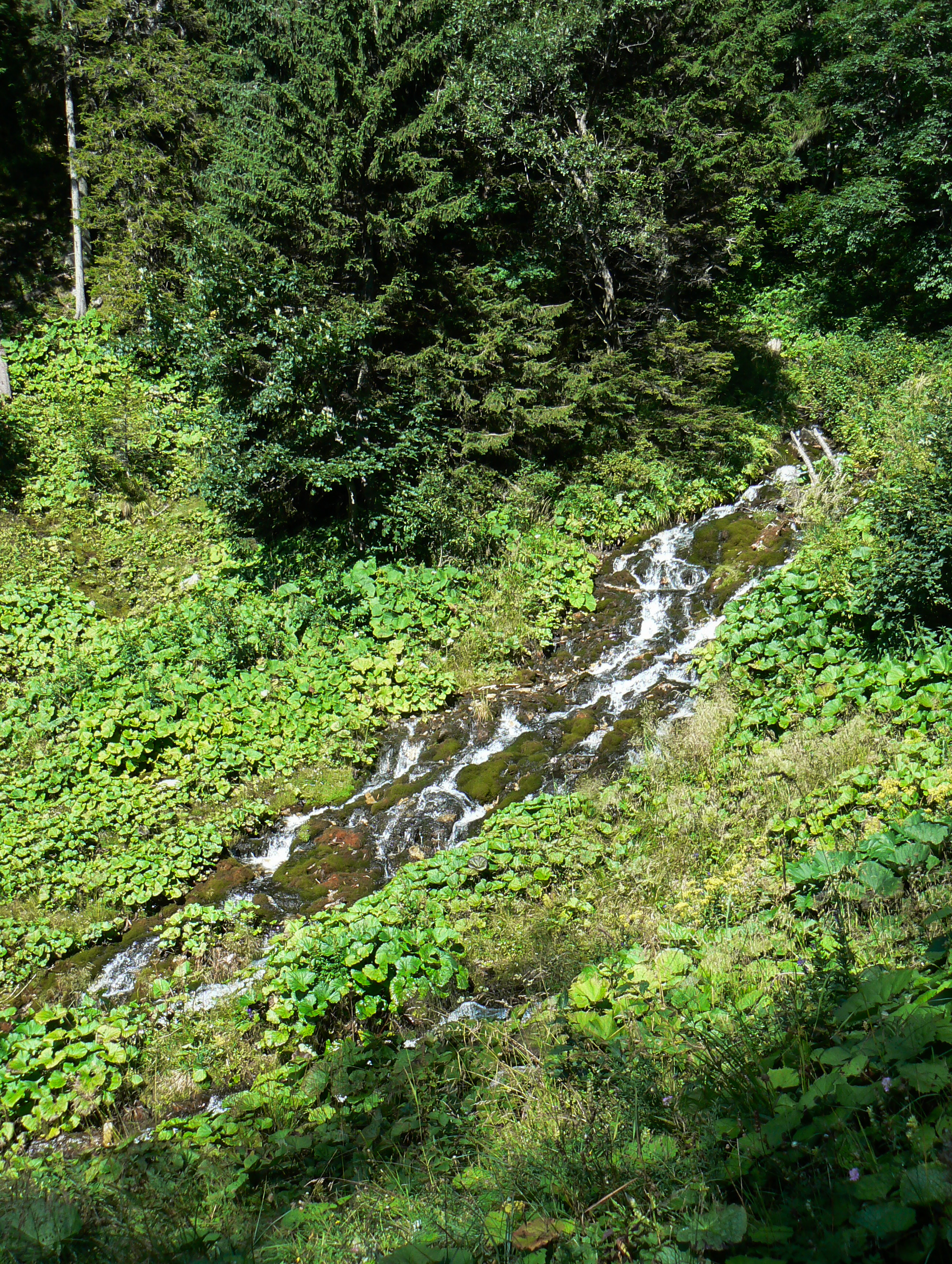